# Kauan dos Santos
Kauan Jorge da Cruz dos Santos (ur. 2 września 2003) – brazylijski judoka.
Brązowy medalista igrzysk Ameryki Południowej w 2022 i pierwszy w drużynie.